# قانون الألقاب (تركيا)
اعتمد قانون الألقاب في الجمهورية التركية يوم 21 يونيو عام 1934م. يشترط القانون على جميع المواطنين في تركيا إلى تبني استخدام الألقاب. المسيحيين واليهود من المواطنين في تركيا كانوا يستخدمون بالفعل الألقاب أو أسماء العائلة، ولكن في المقابل لم يستخدم المسلمون عمومًا الألقاب على النمط الغربي. وتغير هذا الوضع مع قانون اللقب لعام 1934م، إذ كان يتم اختيار اللقب عمومًا من قبل كبار السن من الأسر ويمكن أن يكون أي كلمة تركية (أو أي كلمة تسمح للعائلات المنتمين إلى الأقليات الرسمية: اليهود واليونانيين والأرمن).
قام المسلمون في الدولة العثمانية بحمل عدد من الألقاب مثل «باشا»، «خواجة»، «بك»، «هانم»، «أفندي»، كانت هذه الألقاب إما محددة لمهنتهم الرسمية (مثل باشا، خواجة، إلخ) أو تحدد الوضع الغير رسمي في المجتمع (مثل بك، هانم، أفندي، وما إلى ذلك). رئيس وزراء العثماني (الصدر الأعظم) وغيرهم من موظفي الخدمة المدنية رفيعي المستوى حصلوا على لقب باشا. في حين واصل الجنرالات والأدميرالات المتقاعدين أو كبار موظفي الخدمة المدنية على هذا اللقب في الحياة المدنية. لكن لم يصبح «باشا» إلى لقب «باي» بعد التقاعد من الخدمة العسكرية أو السياسية الفاعلة.
ويحظر القانون أيضًا على بعض الألقاب التي تحتوي على دلالات الثقافات والأمم والقبائل والأديان الأجنبية. ونتيجة لذلك، اضطر العديد من اليهود والجورجيين واليونانيين والأرمن والأكراد إلى اعتماد ألقاب العائلة أكثر تركية، وفي بعض الأحيان ترجمة مباشرة لألقابهم الأصليّة، أو غير ذلك مثل مجرد استبدال الأحرف مثل "-ides" والتي تعني ابن في اللغة اليونانية لدى اليونانيين البنطيين إلى '-oğlu' والتي تعني ابن في اللغة التركية.
كانت الألقاب تستخدم في تركيا في عهد الدولة العثمانية مثل (باشا، أفندي، بك، هانم، إلخ...) مثلاً كالذي يكون في مناصب عليا في الجيش يطلقون عليه اسم «باشا» إضافة لاسمه وللنساء يقولون «هانِم» وللشخص المحترم «بيه أفندي». عندما جاء أتاتورك قام بإلغاء هذه الألقاب كنوع من تحديث وتغريب تركيا. فقام بإنشاء قانون يلغي الألقاب. ويضيف الاسم مع الكنية. ولكن ما زال الشعب التركي يستخدم بعض هذه الألقاب.
وفي بدايات عهد عبد الناصر في مصر وتحديداً في آب/أغسطس سنة 1952م - صدر أمر مشابه للقانون التركي منع الألقاب التركية مثل باشا وأفندي، إلا أنها بقيت على لسان العوام.